# Baal
Pour les articles homonymes, voir Baal (homonymie).
Baal ou Ba'al (en hébreu : בָּעַל, Báʿal, qui signifie « supérieur, suprême » ; en akkadien : Bēl) est un nom divin pouvant désigner un ensemble de divinités des peuples de langues sémitiques du Proche-Orient ancien, en Syrie et au Levant (Ugarit, Phénicie, Canaan) et par dérivation dans les implantations phéniciennes de Méditerranée (Carthage). 
Ce nom signifie « Seigneur » ou « Maître » et est couramment employé pour désigner une divinité majeure d'un panthéon local, souvent un dieu de l'Orage, qui représente la fonction souveraine dans ces régions, assimilé ou similaire à ceux portant en Syrie et en Mésopotamie les noms divins Adad, Hadad, Addu, Haddu, etc. Le terme Ba'al peut être employé seul pour désigner un dieu, notamment à Ugarit et dans la Bible. Assez souvent une épithète accolée au nom permet de singulariser la divinité parmi la diversité des Baals de la documentation antique, en l'associant notamment à un lieu ou à un champ de compétence particulier : Baal du mont Saphon, Baal des Cieux (Shamen), Baal Hadad, Baal Hammon, etc. Ils sont souvent peu documentés et leurs fonctions et cultes sont très mal connus. Il apparaît en tout cas qu'il ne s'agit pas toujours de dieux de l'Orage, certains ayant plutôt un caractère agraire, guérisseur ou chthonien.
Ces divinités ont des pendants féminins, les déesses appelées Baalat/Ba'alat (« Dame », « Maîtresse »), comme Baalat Gubal, la déesse tutélaire de Byblos.

## Étymologie

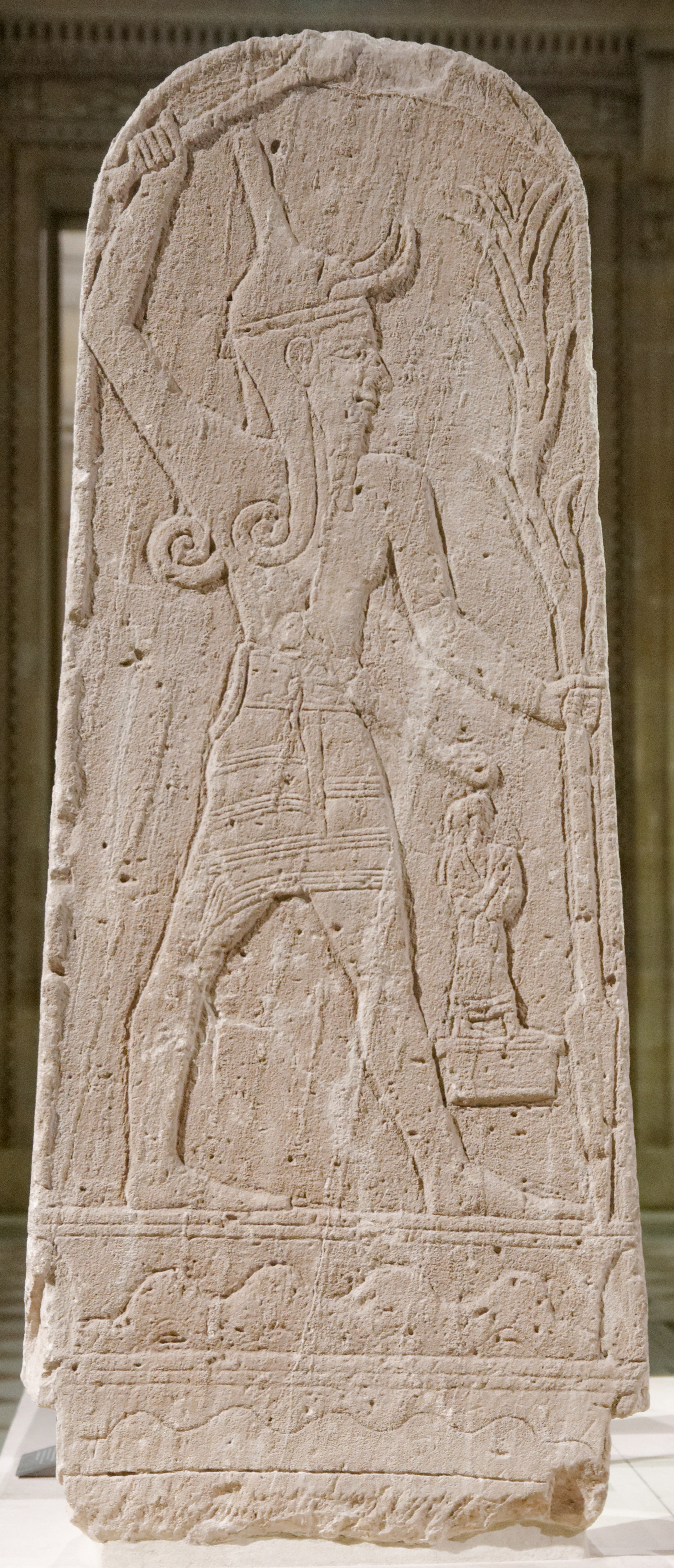
Stèle de Baal au foudre, -XIIIe siècle, trouvée à Ugarit, musée du Louvre.

Le terme Ba'al est un mot répandu dans de nombreuses langues sémitiques occidentales (araméen, phénicien, arabe, hébreu, etc.) pour désigner un être supérieur aux autres, respectable, qui peut se traduire par le « seigneur », le « maître », le « propriétaire » ou encore l'« époux »,,,. La forme féminine du nom est Ba’alat ou Ba’alah. 
Ce terme sert en général d'appellatif, pour désigner une divinité qui porte un autre nom ou s'adresser à elle, voire d'épithète divine, mais il peut aussi servir employé seul comme nom propre servant à désigner un dieu souverain qui a le statut de seigneur/maître des autres dieux,,.

## Historique
Le terme Ba'al est attesté en lien avec des divinités depuis la période 2500-2300 av. J.-C., dans des tablettes cunéiformes provenant d'Abu Salabikh, de Tell Beydar et d'Ebla. Les historiens sont divisés sur les usages anciens du terme en rapport avec des dieux : il est possible d'y voir les premières attestations du dieu Ba'al à proprement parler, mais il est possible qu'il s'agisse uniquement d'appellatifs ou d'épithètes désignant des divinités qui ont un autre nom.
De fait la pratique consistant à employer le terme « Maître »/« Seigneur » pour composer le nom ou l'appellatif d'une divinité se retrouve dès les époques les plus anciennes. Dans les langues sémitiques orientales de Mésopotamie et de Syrie, variantes de l'akkadien, le terme employé est Bēlu(m), abrégé en Bēl, féminin Bēltu(m), qui désignent de la même manière que Baal et Baalat une grande variété de divinités telles que Bēl gasher le « Seigneur Fort », Bēl matim le « Seigneur du Pays », Bēlet Nippuri(m) la « Dame de Nippur », etc. ; au Ier millénaire av. J.-C. Bēl est souvent employé comme épithète ou autre nom du grand dieu souverain babylonien Marduk. 
Vers le milieu du IIe millénaire av. J.-C. au plus tard Ba'al est employé dans certains royaumes de Syrie et du Levant comme le nom propre principal de la divinité suprême du panthéon, donc le « Seigneur » des dieux, dans ces régions en général le dieu de l'Orage et de la Fertilité, normalement appelé Addu, Haddu ou Hadad dans les langues ouest-sémitiques. Cela est notamment documenté à Ugarit. Il ne s'agit donc plus d'un simple appellatif ou d'une épithète, et le terme Haddu sert d'épithète à Ba'al, sous la forme Ba'al Haddu, dans la documentation ugaritique. Il est généralement considéré qu'il s'agit d'une évolution propre à cette période : comme le dieu de l'Orage a le statut de dieu principal, c'est lui qui est le plus couramment appelé Ba'al « Seigneur »/« Maître », et au fil du temps ce surnom devient son nom d'usage commun. Certains spécialistes ont néanmoins proposé que le terme Ba'al soit le nom originel du dieu de l'Orage dans les pays cananéens et que l'emploi des termes Hadad/Haddu se soit fait sous l'influence de la Mésopotamie, où le dieu de l'Orage porte le nom Adad en akkadien,,. 
Quoi qu'il en soit, une dissociation entre les deux est visible dans les premiers siècles du Ier millénaire av. J.-C. : le dieu de l'Orage est alors plutôt désigné par le terme Hadad dans les pays araméens, tandis que dans la sphère phénicienne et cananéenne il est plutôt appelé Ba'al. Les textes bibliques emploient le terme Ba'al pour désigner une divinité spécifique, comme à Ugarit. Cela n'empêche pas pour autant la persistance de l'emploi du nom Ba'al avec diverses épithètes à Ugarit et en Phénicie : à Ugarit il est notamment désigné comme Ba'al d'Ugarit ou Ba'al du (mont) Saphon ; dans les cités phéniciennes on rencontre Ba'al du (mont) Liban, Ba'al de Sidon, Ba'al des Cieux, etc.. Plusieurs noms de lieux sont également composés à partir de son nom, évoqués surtout dans la Bible, et en particulier dans les régions hautes de Canaan (Ba'al-gad, Ba'al-hazor, Ba'al hermon, etc.). Reste alors à déterminer s'il s'agit de références au dieu Ba'al et à son culte, ou d'une autre divinité portant le titre de « Seigneur »/« Maître », ce qui se fait au cas par cas,.

## Un dieu de l'Orage du Levant antique

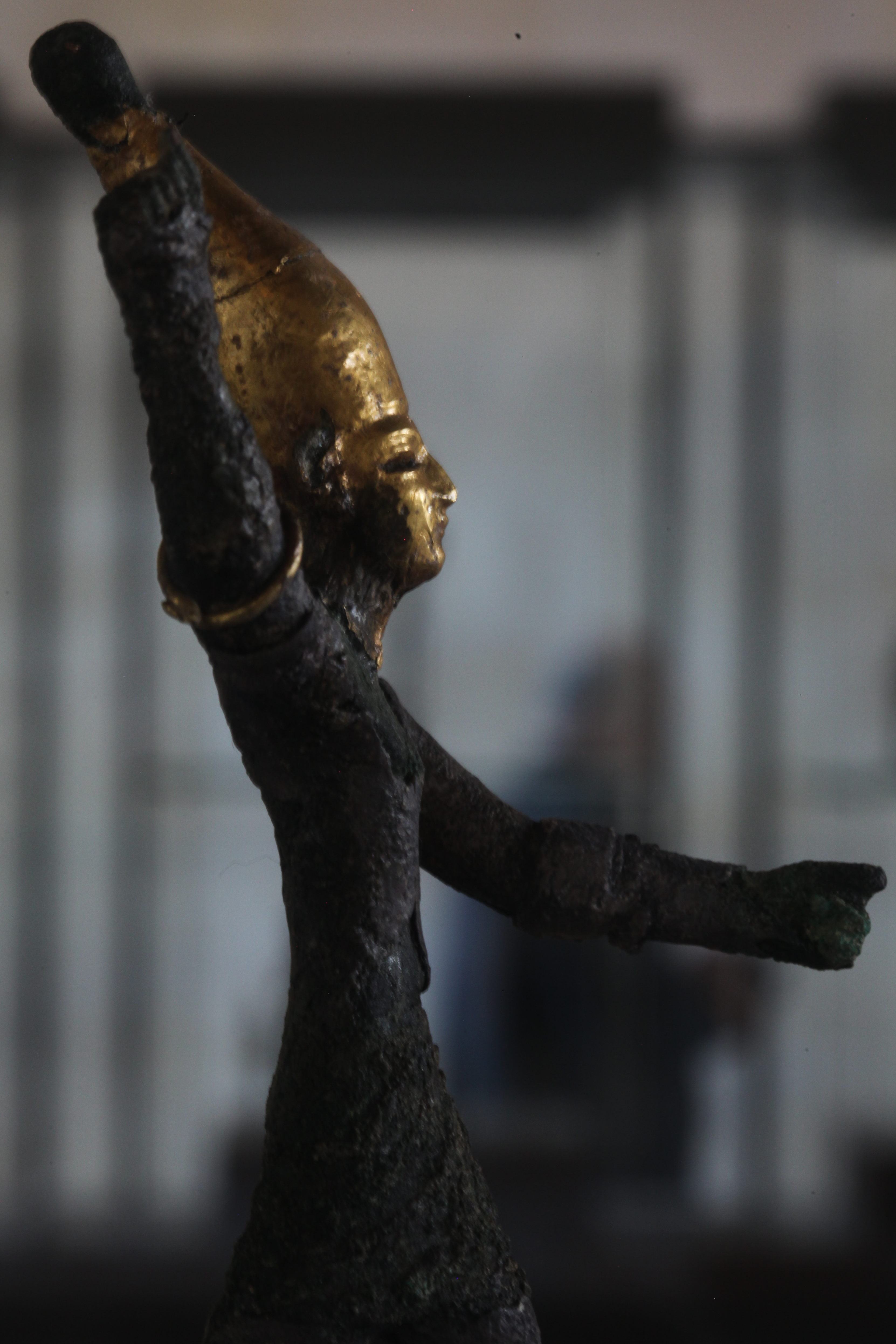
Baal brandissant un foudre,, Minet el-Beida (Syrie). Musée du Louvre

Dans les pays syro-levantins, le dieu dénommé Ba'al est une divinité souveraine, presque systématiquement un dieu de l'Orage,,,,. Cette expression désigne plus exactement des divinités associées à des phénomènes naturels atmosphériques, comprenant certes les éclairs et le tonnerre, mais aussi les tempêtes et d'une manière générale les précipitations, ce qui leur confère un aspect fertilisateur. Dans les régions côtières cela place aussi la navigation dans leur champ de compétences. Ils résident de manière privilégiée sur les hauteurs, ce qui fait que les principales montagnes sont couramment considérées comme leurs demeures.
Le culte de Baal et sa mythologie sont surtout attestés par les textes d'Ugarit datés des années 1250-1185 av. J.-C., mais il apparaît de manière plus sporadique dans d'autres sites syriens de l'âge du bronze récent (Emar), dans le domaine phénicien de l'âge du fer et en Égypte où son culte a été « importé ». La Bible hébraïque comprend également des mentions de son culte dans les pays d'Israël et de Juda et le reste du Levant méridional, présenté sous un jour négatif.

### Ugarit et la Syrie

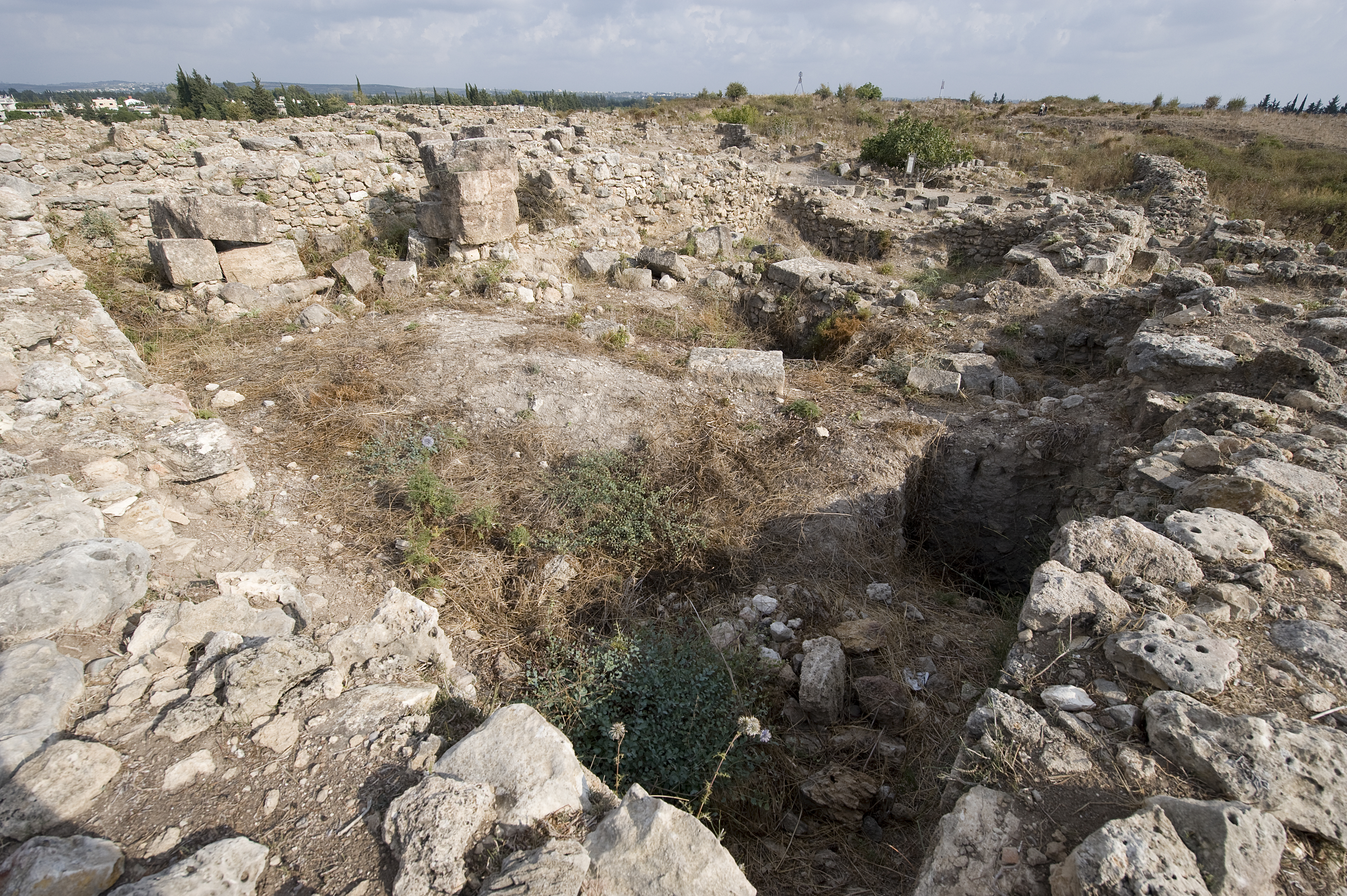
Ruines du temple de Ba'al à Ugarit.

Ugarit sur la côte syrienne est le cas le mieux documenté dans lequel un dieu est appelé Ba'al tout court, plus exactement Baʿlu dans la langue locale, l'ugaritique. Il est néanmoins aussi désigné sous des formes plus traditionnelles, avec une épithète topique, Ba'al d'Ugarit et Ba'al du (mont) Saphon (Ṣapūna/u), ou encore une épithète divine Ba'al Hadad, rappelant qu'il est l'aspect local du dieu de l'Orage. Le fait qu'on rencontre plusieurs Ba'als dans les listes divines d'Ugarit semble aussi renvoyer au fait que le dieu a un grand nombre de manifestations locales, chacune disposant de son propre culte.
Ba'al est à Ugarit tantôt présenté comme le fils du grand dieu El, figure patriarcale du panthéon local, ou comme celui de Dagan, grand dieu agraire de la Syrie. La déesse Anat n'est pas explicitement présentée comme son épouse, les déesses ayant ce rôle sont Pidray, Tallay et Arsay, aussi présentées comme ses filles. En tant que dieu de l'Orage, il est le maître des pluies, du tonnerre et des éclairs, et plus généralement un dieu de la fertilité. Les épithètes et titres qu'il reçoit indiquent la grande variété de ses rôles. Il est Ba'al d'Ugarit, le protecteur de la cité et du royaume, et son roi à proprement parler. En tant que maître du mont Saphon, il trône au sommet de la plus haute montagne du royaume, rappelant par là son rôle éminent. Son rôle atmosphérique se retrouve ainsi dans le titre de « chevaucheur des nuées ». Il est également défini comme « puissant » (dnrm). « Le victorieux » (aliyn bʿl) et « le plus puissant des héros » (aliy qrdm) renvoient à ses exploits guerriers et son aspect militaire. L'imagerie renvoie aussi à ces attributs : la stèle de Ba'al au foudre le représente debout sur une montagne, en posture combattante, brandissant une massue de la main droite dans une posture reprise de l'iconographie égyptienne, et tenant de la main gauche une lance plantée dans le sol. Un personnage représenté en plus petit est sans doute le roi d'Ugarit,,.
Un groupe de textes mythologiques en ugaritique surnommé « Cycle de Ba'al » par les spécialistes modernes est dédié à sa gloire et à l'exaltation de la royauté. Le premier récit relate comment Ba'al a vaincu le dieu Yam, la Mer, ce qui le place dans le rôle de divinité protectrice contre les forces du chaos venues de la mer, également documenté par des mentions de ses combats contre d'autres monstres maritimes qui ont des échos dans la Bible (un équivalent de Tannin, des serpents tels que Litanu qui rappelle le Léviathan). Il accède alors au statut du dieu souverain, et un palais est érigé pour lui. Son affrontement suivant le met aux prises avec Mot, le dieu de la Mort, qui le fait venir aux Enfers où il le retient, causant une perte de la fertilité sur terre. Ba'al parvient à s'échapper, puis combat Mot, qui reconnaît sa suprématie bien que le duel n'ait pas eu de vainqueur. Ce récit présente donc Ba'al comme un dieu de la fertilité lié au cycle des saisons, tout en le reliant au monde infernal, ou peut-être encore à la figure du dieu qui meurt et qui renaît présent dans diverses traditions mythologiques, mais à Ugarit il n'y a aucun rituel qui conforterait cette interprétation,,,.

### Monde phénicien et punique
Il y a assez peu de mentions écrites d'un dieu Ba'al tout court dans les textes en phénicien du Ier millénaire av. J.-C. Il apparaît dans des expressions telles que « Main de Ba'al », « Béni de Ba'al », « par la grâce de Ba'al et des dieux », etc. Néanmoins on trouve de nombreux Ba'als dans cette documentation, qui ne sont pas forcément des dieux de l'Orage, le nom Ba'al étant souvent employé avec des épithètes pour désigner le « Seigneur »/« Maître », dieu principal de divers panthéons de cités (Sidon, Tyr, Byblos, etc.), des dieux associés à des montagnes (Saphon, Liban, Hermon) et d'autres divinités ou appellatifs divins (Ba'al shamem, Ba'al hammon, Ba'al addir),. Le traité entre le roi Ba'al de Tyr et le roi assyrien Assarhaddon (v. 675 av. J.-C.) invoque ainsi trois Ba'als parmi les dieux garants de l'accord : Ba'al shamem, Ba'al malage (non attesté ailleurs) et Ba'al du Saphon.
En phénicien Hanni-baal est un nom théophore signifiant « qui a la faveur de Baal », et qui a été porté par Hannibal, le célèbre général carthaginois qui attaqua Rome.
Le culte de Baal était également célébré dans la ville phénicienne florissante de Baalbek probablement depuis sa fondation au IIIe millénaire av. J.-C., avant que celle-ci ne devienne Heliopolis quand les divinités phéniciennes auront été ramenées à un culte du soleil.[réf. nécessaire]

### Égypte
La culte de Ba'al est importé en Égypte depuis le Levant au moins à partir du XVIe siècle av. J.-C. par les Hyksôs qui implantent son culte à Avaris. Il semble surtout être reçu sous son aspect guerrier, puisqu'il est assimilé dans la mythologie égyptienne à Seth, par ailleurs une divinité des pays étrangers et qui présente aussi des traits des dieux de l'Orage. Ba'al tend à incarner en Égypte la royauté sous son jour belliqueux. Le papyrus d'Astarté semble contenir une version en égyptien du mythe du combat de Ba'al contre Yam, la Mer. 

### Israël et la Bible
En tant que divinité majeure de Phénicie et de Canaan, Ba'al a été vénéré dans les pays d'Israël et de Juda. Cela ressort avant tout des textes de la Bible hébraïque, dans lesquels Ba'al — et parfois même les Ba'als au pluriel (Baalim) — est présenté comme l'idole par excellence, un faux dieu venu de l'extérieur vénéré par des Israélites tombés dans l'erreur, au détriment du dieu unique YHWH, dont il est donc le rival le plus redoutable,. C'est de loin la divinité vétéro-testamentaire la plus mentionnée après YHWH ou Elohim, avec près de 90 occurrences. En lisant entre les lignes des discours des rédacteurs des textes bibliques, une autre réalité transparaît : Ba'al était une des principales divinités vénérées dans ces royaumes, dont les habitants sont longtemps restés polythéistes, concurrençant à plusieurs reprises le culte de YHWH (ce qui explique la vigueur des attaques qu'il reçoit), qui s'affirmait alors comme la divinité majeure, tout en l'influençant de manière significative. Divers passages des textes bibliques fournissent des informations sur l'implantation du culte de Ba'al dans les royaumes d'Israël et de Juda : il dispose de prêtres, de prophètes extatiques, des lieux de culte avec des temples, des autels et des piliers sacrés.
La rivalité entre YHWH et Ba'al, relatée dans le Premier Livre des Rois (chapitres 16 à 18), prend place dans le royaume d'Israël sous le règne d'Achab, qui a épousé une princesse originaire de Phénicie (Sidon ou Tyr), Jézabel, sous l'influence de laquelle le culte de Ba'al (peut-être Melqart, le Ba'al de Tyr) tend à devenir dominant. Un temple lui est consacré à Samarie, la capitale du royaume. La résistance yahwiste est menée par le prophète Élie, et culmine au chapitre 18 dans son affrontement sur le mont Carmel contre 450 prophètes de Ba'al : il parvient à produire du feu et de la pluie grâce à l'intervention de Yhwh, alors que ses rivaux échouent, ce qui signifie la supériorité de son dieu, et se conclut par la mise à mort des prophètes de Ba'al. Dans le Second Livre des Rois (chapitres 9 et 10), Jézabel et les enfants d'Achab sont finalement renversés par Jéhu et tués, qui massacre également les adeptes de Ba'al et fait de YHWH le dieu du royaume. Cette compétition âpre se poursuit par la suite, indiquant l'ancrage profond du culte de Ba'al à Israël et à Juda : comme l'a fait Achab en Israël, Manassé promeut son culte à Juda, avant que Josias ne conduise une purge visant à éradiquer le culte de Ba'al. Cependant, en dépit des diverses victoires attribuées par les récits bibliques à YHWH sur Ba'al, le culte de ce dernier reste ancré dans la population judéenne, puisqu'il semble encore vénéré durant la période de l'Exil.
Malgré cette rivalité, les similitudes entre Ba'al et YHWH sont fortes, et il est probable que YHWH ait emprunté de nombreux traits du dieu de l'Orage levantin, voire qu'il soit en quelque sorte le « Ba'al d'Israël ». Il a des aspects de dieu de la fertilité, qui fait pleuvoir. Dans le psaume 104, il est dit qu'il chevauche les nuages, ce qui renvoie à un des titres du Ba'al d'Ugarit, « chevaucheur des nuées ». Le psaume 29 le présente comme le maître des eaux et de la nature, un jeune bœuf, ce qui le rapproche là encore des aspects de Ba'al. Les victoires de YHWH contre le Léviathan et Tannin rappelle celle de Ba'al contre la Mer,,.
Parmi les autres aspects ignobles imputés au culte de Ba'al, des prostitués, hommes et femmes, servaient sexuellement sur les hauts lieux et certains passages bibliques rapportent parmi les rituels pour obtenir les faveurs de la divinité des sacrifices d'enfants, dans le livre de Jérémie (19:5 ) : « Ils ont bâti des hauts lieux à Baal, Pour brûler leurs enfants au feu en holocaustes à Baal : Ce que je n'avais ni ordonné ni prescrit, Ce qui ne m'était point venu à la pensée ». Néanmoins, les liens entre de tels sacrifices et les cultes de Baal ne sont pas nombreux dans les textes bibliques et les sources extra-bibliques ne sont pas probantes sur de tels liens.

### Dans le monde hellénistique et romain
Lorsque les régions où Ba'al était vénéré passent sous la domination des Grecs puis des Romains, ce dieu passe sous le prisme de l'interpretatio graeca et romana et devient Zeus chez les auteurs grecs et Jupiter chez les auteurs latins, donc les équivalents du dieu de l'Orage dans les panthéons grecs et romains,. Ba'al du mont Saphon est ainsi traduit en grec comme Zeus du mont Kasios et se voit consacrer des sanctuaires dans plusieurs régions du monde gréco-romain. Chez Philon de Byblos, Ba'al apparaît plutôt sous le nom de Demarous, qui rappelle l'épithète dmrn « puissant » qui lui est attribué à Ugarit.

## Les différents Baal
Il existe dans le Levant antique une pluralité de formes locales de Ba'al, distinguées les unes des autres par une épithète renvoyant souvent à un lieu (ce qui a pu être comparé aux « Notre-Dame » du Catholicisme). Ci-après une liste non exhaustive de divinités attestées dans des sources antiques dont le nom ou un surnom commence par Ba'al, dans l'ordre alphabétique, qu'il s'agisse ou non d'un dieu de l'Orage. La Bible donne aussi le nom de plusieurs localités dont le nom commence par Ba'al, qui au moins dans certains cas paraissent porter ce nom parce qu'il s'agit d'un lieu de culte de ce dieu ; mais dans bien des cas rien ne vient confirmer cela, et ces lieux pourraient porter un tel nom pour d'autres raisons.
- Ba'al addir : Le « Seigneur puissant » (ou « Ba'al le puissant »), attesté à Byblos et surtout en Afrique du Nord, apparemment comme un autre nom de Ba'al hammon, car il lui sert aussi d'épithète (il est aussi appelé « Roi puissant »)[34].
- Ba'al berith : « Ba'al du serment » (ou le « Seigneur du serment », ou « Baal l'allié »), attesté dans le Livre des Juges, en même temps qu'un « El du serment ». Ils disposent d'un lieu de culte dans la ville cananéenne de Sichem et sont vénérés par des Israélites, qui trahissent ainsi leur propre dieu. D'après son nom Ba'al berith pourrait être un garant des alliances et des serments, mais le texte biblique semble aussi indiquer que son culte est lié à la fertilité et à l'agriculture[35],[36],[32].
- Ba'al de Byblos : Parèdre de la déesse tutélaire de la ville, Ba'alat Gubal la « Dame de Byblos ». Une inscription l'appelle aussi ʾdn, Adon, qui se traduit également par « Seigneur » (cf. Adonis)[37].
- Ba'al du Carmel : Il s'agirait d'un des aspects du dieu Ba'al en tant que maître d'une montagne du Levant[38]. Les textes antiques parlent plutôt du « dieu du Carmel ». Le lien entre Ba'al et le mont Carmel est surtout indiqué par l'affrontement entre le prophète Élie et les prophètes de Ba'al, peut-être plus exactement Ba'al shamem, ou alors Hadad si ce n'est Melqart, qui a lieu à cet endroit. Aux périodes récentes il présente des liens avec le Zeus Hélipolitain vénéré à Baalbek[39],[11].
- Ba'al ham(m)on : Son origine est discutée : il pourrait s'agir de « Ba'al de l'Amanus », donc un autre aspect du dieu en lien avec une montagne, ou bien du « Seigneur de la chapelle (domestique) ». Peu attesté au Levant, il connaît un grand succès en Occident où il devient la divinité principale de Carthage, avec pour parèdre la déesse Tanit. C'est lui qui se cache derrière le Ba'al présent dans de nombreux noms personnels carthaginois, comme Hannibal. C'est un dieu lié à la famille et aux communautés, et aussi à l'agriculture, traits qui le rapprochent plutôt des dieux El et Dagan. Il a aussi des aspects chthoniens. Les Grecs et les Romains l'assimilent à Kronos et Saturne[40],[41],[42].
- Ba'al du Hermon : Un des aspects du dieu Ba'al en tant que maître d'une montagne du Levant, le mont Hermon (actuel Jabal el-Cheikh dans l'Anti-Liban), qui a donné son nom à une localité située à cet endroit. À l'époque romaine, on y trouve un culte à « Zeus Très Grand » et au « Dieu Très Grand et Saint »[43],[44],[45].
- Ba'al du Liban : Un des aspects du dieu Ba'al en tant que maître d'une montagne du Levant, le mont Liban. Il est attesté par des dédicaces en phénicien mises au jour à Carthage de Chypre, où il dispose manifestement d'un temple. Il est surtout connu à l'époque romaine sous le nom de Zeus Libranios, qui dispose d'un temple sur cette île, à Phassoula, qui pourrait être celui que documentent les inscriptions phéniciennes[46].
- Ba'al marqod : « Ba'al de la danse » (ou « Seigneur de la danse »), connu par quelques inscriptions en grec et en latin provenant du sanctuaire de Der el-Qala près de Beyrouth. Il est assimilé à Jupiter (et sa parèdre à Junon), ce qui indique qu'il s'agit d'un aspect du dieu de l'Orage, mais la présence d'une source bienfaisante dans le sanctuaire lui confère aussi un aspect guérisseur et fécondant. Son culte est aussi attesté à Rome et en Dacie, où il a été introduit pas des soldats[47],[48].
- Ba'al du Pe'or (Belphégor) : Dieu local du mont Pe'or, dans le pays de Moab. Il s'agirait d'une divinité liée au monde infernal. Le nom Pe'or semble lié au terme qui sert en hébreu ancien à désigner la bouche des Enfers. Ce dieu apparaît dans la Bible (Nombres 25) qui évoque des banquets licencieux en son honneur dans lesquels des femmes moabites essayent d'entraîner des hommes israélites. Dans la tradition juive son culte est associé à des banquets (marzeah). Il est passé à la postérité sous le nom de Belphégor[49],[50],[51].
- Ba'al Peraṣim : Nom d'une localité proche de Jérusalem (localisation exacte inconnue) évoquée dans la Bible parce que David y vainc les Philistins, dont le nom signifie « Maître/Propriétaire des brèches ». Il pourrait s'agir d'un lieu de culte de Ba'al à Juda, situé sur une hauteur (un Mont Perasim est évoqué dans Isaïe), mais ce n'est pas assuré[52].
- Ba'al du Saphon (Ṣapon) : Désignation du dieu Ba'al quand il est associé à sa résidence du mont Saphon, l'actuel Djebel al-Aqra sur le littoral syrien, aussi connu comme le mont Kasios en grec ancien. Il apparaît en tant que désignation de Ba'al (Hadad) dans les documents rituels d'Ugarit, royaume où se trouve le mont Saphon à l'âge du bronze récent et qui occupe une place importante dans sa mythologie. Il joue un rôle en tant que protecteur des navigateurs. Son culte est attesté en dehors de sa région d'origine (à Tyr, en Égypte), ce qui implique qu'il s'agit d'une figure divine de premier plan dans le Levant antique. Un temple lui est dédié à Carthage, d'où provient probablement le tarif de Marseille. À l'époque gréco-romaine, il est désigné comme Zeus du (mont) Kasios, dont le culte est attesté en Égypte, en Grèce, en Sicile, en Espagne. En raison de la proximité phonétique entre Saphon et Typhon, il a été proposé que le monstre grec lui ait emprunté son nom et ses traits liés aux tempêtes maritimes[53],[54],[55],[56].
- Ba'al de Sidon : Divinité principale de cette cité phénicienne, peut-être une autre manière de désigner le dieu guérisseur Eshmoun[57]. Pour le Bronze récent un texte mis au jour à Ugarit indique que le grand dieu local est un dieu de l'Orage, ce qui se rapproche plus de la forme habituelle de Ba'al[58].

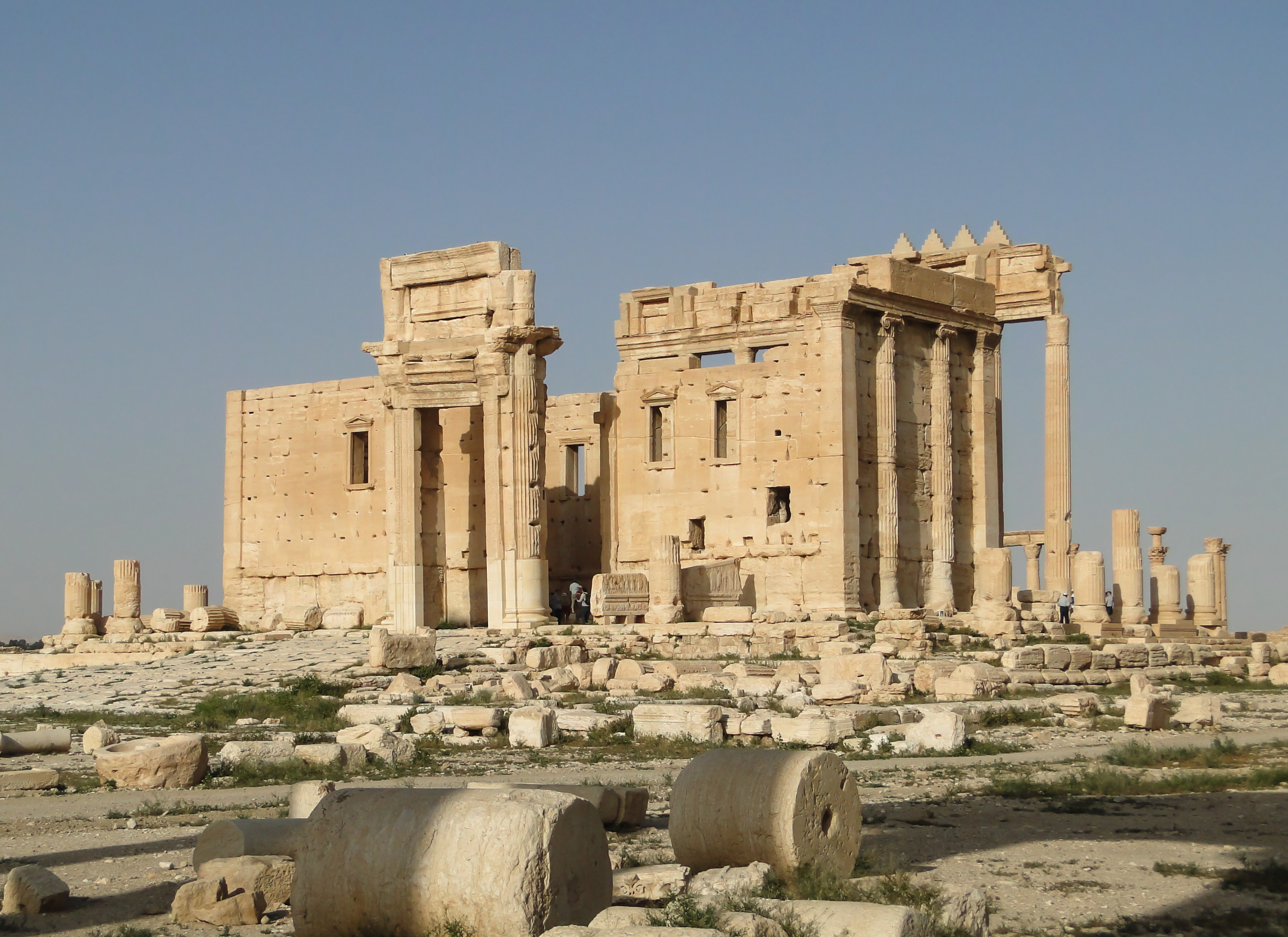
Temple de Bel/Baal à Palmyre

- Ba'al shamem / Ba'al shamayim : « Ba'al des Cieux » ou le « Seigneur des Cieux ». Ce nom est attesté à Ugarit à la fin de l'âge du bronze, sans doute en tant qu'aspect du Ba'al local. Il est surtout documenté à partir de la période suivant : il est présent et populaire dans les cités phéniciennes (Byblos, Tyr) et dans la sphère araméenne (Karatepe) à l'âge du fer, et dispose encore d'un sanctuaire à Oum el-Amed près de Tyr au IIe siècle av. J.-C. Il ne paraît pas rattaché à une cité ou un lieu en particulier, même s'il a été proposé qu'il s'agisse d'un autre nom du Ba'al du Carmel voire de Melqart. Aux époques hellénistique et romaine il apparaît sous les noms de Zeus Hypsistos « Très-Haut », Megistos Keraunios « Très-Grand Foudroyant » ou encore Theos Hagios Ouranios « Dieu Saint Céleste », ce qui indique qu'il a acquis un statut de divinité suprême. Son culte est aussi attesté dans les royaumes arabo-araméens (Nabatéens, Palmyre, Hatra). Il reste important jusqu'à la christianisation. En revanche il est peu attesté en Occident : il dispose d'un temple à Carthage et son culte est attesté en Sardaigne[59],[60],[61],[62].
- Ba'al de Tyr : Il s'agit d'une manière de désigner le dieu principal du panthéon de cette cité, Melqart[63].
- Ba'al d'Ugarit : Autre appellation du dieu de l'Orage Ba'al dans la ville et le royaume d'Ugarit, dont il est la divinité protectrice[56].
- Ba'al zebub/l (Belzébuth) : Dieu attesté par quatre occurrences dans la Bible hébraïque, notamment en lien avec la cité philistine d'Ekron. Son nom a été interprété par l'hébreu zebub « mouche » comme signifiant le « Maître/Seigneur des mouches », ce qui a longtemps posé divers problèmes d'interprétation. Il est désormais couramment admis qu'il s'agit d'une déformation volontaire des rédacteurs des passages bibliques en question, de manière à déprécier ce dieu, et que son épithète originelle était zebul, « prince », donc que le nom signifie « Ba'al le prince ». L'adjectif « prince » sert à désigner diverses divinités dans des langues ouest-sémitiques, et Ba'al en particulier dans des textes d'Ugarit où il servirait plus spécifiquement à désigner une divinité chthonienne pouvant intervenir pour guérir certaines maladies. Dans le Nouveau Testament et la littérature postérieure, il est devenu le démon Belzébuth[64],[62].

## Réceptions

### Judaïsme
Ba'al est assez peu mentionné dans les textes de la tradition rabbinique, même quand il s'agit d'aborder la question de l'idolâtrie. Les quelques passages qui font référence à cette ancienne divinité ne présentent qu'un lointain rapport avec son culte tel qu'il a existé, ce qui indique que les connaissances le concernant étaient pour l'essentiel perdues et qu'il est évoqué pour être l'objet de dérision. Un texte du Talmud de Jérusalem (yShab 9 : 1) lie ainsi le culte de Ba'al à la sexualité, puisque sa statue aurait l'aspect d'un phallus.

### Islam
La 37e Sourate (123-130) fait référence au prophète Ilyas (Élie) enjoignant son peuple à abandonner le culte de Ba'al, qui les détourne du véritable Dieu. Il s'agit manifestement d'une allusion à la lutte du prophète contre les adorateurs de Ba'al relatée de la Premier Livre des Rois. 

### Littérature occidentale
L'image de Ba'al en tant que faux dieu a été reprise dans l'Europe chrétienne, notamment par des écrivains. La tragédie Athalie de Jean Racine (1691) évoque ainsi la déchéance d'une reine adoratrice de Ba'al, à partir d'un récit biblique. Dans l'Angleterre victorienne, les Catholiques sont parfois assimilés à des idolâtres vénérant Ba'al. 
La pièce de théâtre Baal, écrite en 1918-1919 (donc au sortir de la Première Guerre mondiale) par le dramaturge allemand Bertolt Brecht alors âgé de 20 ans, met en scène un personnage éponyme, poète maudit et alcoolique dont l'immoralisme reflète, bien que négativement, la figure biblique, notamment au travers de la thématique de la sexualité. 
La figure de Ba'al et les textes bibliques le concernant inspirent d'autres œuvres telles que la pièce de théâtre Élie de Martin Buber (1963) qui repense la lutte du prophète contre les idolâtres comme une recherche pour l'intégrité morale, ou encore Baal Babylone de Fernando Arrabal (1959).

### Culture contemporaine
Les récits et représentations bibliques à charge contre Ba'al ont été repris par plusieurs médias, y compris à travers la figure de Belzébuth et en l'associant avec d'autres créatures malfaisantes telles que Moloch, comme certains commentaires du texte hébraïque Tanakh le font. Son iconographie moderne dérive de cette interprétation démoniaque, forgée par des auteurs tels que Jacques Collin de Plancy et son Dictionnaire infernal (1818), réappropriée et repensée dans divers pans de la culture contemporaine, jusqu'aux jeux vidéos.
La série de bande dessinée Alix, de Jacques Martin, met notamment en scène les sacrifices d'enfants projetés dans les gueules des idoles représentant Moloch-Baal ou Baal-Amon (L'Île maudite, Le Tombeau étrusque, Le Spectre de Carthage, La Conjuration de Baal). En dehors des récits bibliques, Martin s'inspire beaucoup de l'histoire de Salammbô, de Gustave Flaubert, et fait le lien entre les filles de Loth et le culte du feu, devenant le culte d'Ammon-Moloch et faisant tache d'huile dans les pays du Proche-Orient.
La série télévisée Stargate-SG1 met en scène Ba'al comme un antagoniste : un Goa'uld , il en est d'ailleurs l'un des hauts représentants. Sa première apparition a lieu dans l'épisode 15 de la saison 5, où il participait à une réunion du Conseil des Grands Maîtres. Il est d'ailleurs considéré comme le plus rusé et le plus puissant des Goa'uld. Baal apparaît aussi dans la saison 2 de Ash vs. Evil Dead. Le cinquième épisode de la saison 1 de American Horror Stories (BA'AL) raconte comment une femme désireuse de tomber enceinte emploie pour y parvenir une idole de Baal. Ce dernier est présenté comme le dieu de la fertilité chez les Phéniciens et les Sumériens.
Dans le jeu Genshin Impact Baal est le nom de l’ancien archon électro. Baal est un des démons alliés de l'héroïne des jeux Bayonetta 2 et Bayonetta 3. Il prend la forme d'un immense crapaud femelle. Elle est surnommée dans le jeu « Impératrice des profondeurs».
Dans le jeu Diablo II: Lord of Destruction Baal est le nom d'un des démons primordiaux de l'univers, frère de Diablo et de Mephisto.